# Port lotniczy Las Flecheras
Aeropuerto Las Flecheras – port lotniczy zlokalizowany w miejscowości San Fernando de Apure w Wenezueli.